# (1374) Изора
(1374) Изора (лат. Isora) — астероид, относящийся к группе астероидов пересекающих орбиту Марса, который принадлежит к светлому спектральному классу S. Он был обнаружен 26 сентября 1933 года бельгийским астрономом Эженом Дельпортом в обсерватории Уккел. Название происходит от женского имени Rosi, прочитанного с конца.

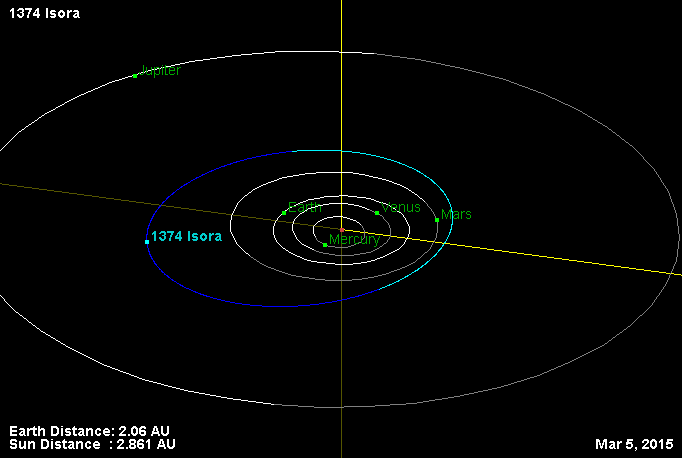
Орбита астероида Изора и его положение в Солнечной системе